# متحف تطور التعليم
يقع متحف تطور التعليم على الطريق السريع رقم 2 جنوبًا في برينس ألبرت، ساساكاتشوان، كندا.
لقد بنيت المدرسة التي يوجد فيها المتحف عام 1920 وقد أغلقت في النهاية عام 1963 وقد كانت تقع هذه المدرسة في الأصل على بعد 20 ميلاً شمال شرق برينس ألبرت وتم تسميتها بعد ذلك كليتون سميث (Clayton Smith) الذي كان يعمل مدير مكتب بريد. وجدير بالذكر أن حالة المدرسة الآن قريبة جدًا للطريقة التي زينت بها من قبل. حيث يحتوي المتحف على مكاتب ومكتبة وكثير من التحف ترجع إلى أيام المدرسة في ساساكاتشوان في أوائل القرن العشرين.
يتم تشغيل المتحف بواسطة جمعية الأمير ألبرت التاريخية ويتم افتتاحه في فصل الصيف.

## الانتماءات
يتبع المتحف: جمعية المتاحف الكندية وشبكة المعلومات التراثية الكندية ومتحف كندا الافتراضي.
1. ↑  "Evolution of Education Museum | Tourism Saskatchewan". tourismsaskatchewan.com. مؤرشف من الأصل في 2019-05-13. اطلع عليه بتاريخ 2020-06-28.